# Tingena eriphaea
Tingena eriphaea är en fjärilsart som först beskrevs av Edward Meyrick 1914a.  Tingena eriphaea ingår i släktet Tingena och familjen praktmalar. Inga underarter finns listade i Catalogue of Life.